# 古寺直希
古寺 直希（こてら なおき、2002年12月22日 - ）は、ジャパンラグビーリーグワンの三菱重工相模原ダイナボアーズに所属するラグビーユニオン選手。

## 来歴
大阪市立喜連中学校から石見智翠館高等学校（島根県江津市）へ進学。
2019年、U17中国地区として第15回KOBELCO CUP（全国高等学校合同チームラグビーフットボール大会）に出場した。
2021年、近畿大学に入る。
大学4年の2025年1月、三菱重工相模原ダイナボアーズに加入した。同年3月、近畿大学卒業。